# Андреас Умланд
Андреас Умланд (нім. Andreas Umland; нар. 1967, Єна, НДР) — німецький політолог. Фахівець з питань російського ультранаціоналізму та авторитаризму, європейського неофашизму, порівняльної демократизації, пострадянської вищої гуманітарної освіти та суспільствознавства. Доцент магістерської програми німецьких та європейських студій кафедри політології Національного університету «Києво-Могилянська академія», член Міжнародного дискусійного клубу «Валдай».
Засновник і головний редактор книжкової серії «Радянські та пострадянські політика та суспільство» — «Soviet and Post-Soviet Politics and Society» німецького наукового видавництва ibidem-Verlag, Штутгарт/Ганновер (120 томів з 2004 по 2012 рр.). Умланд є критиком декомунізації в Україні, виступає проти вшанування Степана Бандери, ОУН і УПА, перейменування вулиць на їхню честь.

## Життєпис
Народився в 1967 році в місті Єна, Тюрингія, НДР. Вивчав російську мову, новітню історію і політологію в Лейпцизькому університеті (Державний сертифікат перекладача Staatl. Gepr. Übersetzer), Вільному університеті Берліна (Інститут ім. Отто Зура OSI, Диплом політолога Dipl.-Pol.), Оксфордському університеті (Коледж Св. Хреста, магістр російських і східноєвропейських студій M.Phil.) і Стенфордському університеті (магістр політичних наук AM) як стипендіат Фонду ім. Фрідріха Еберта, Німецької служби академічних обмінів (DAAD) та Програми європейського відродження Навчального фонду німецького народу (ERP- Stipendienprogramm der Studienstiftung des deutschen Volkes).
У 1999 р. здобув ступінь доктора філософії (Dr.phil.) в області історичних наук у Вільному університеті Берліна (Інститут ім. Фрідріха Майнеке FMI), захистивши дисертацію на тему злету Володимира Жириновського в російській політиці. У 2008 р. отримав ступінь доктора філософії (Ph.D.) в галузі політичних наук Кембриджського університету (Коледж Св. Трійці), захистивши дисертацію про пострадянське російське «негромадянське суспільство».
У 1997—1999 рр. стипендіат НАТО в Гуверовському інституті війни, революції і миру Стенфордського університету, США. У 1999—2001 рр. лектор Фонду ім. Роберта Боша у Департаменті міжнародних відносин Уральського державного університету, м. Єкатеринбург, Росія, і у 2002—2003 рр. — на кафедрі політології Національного університету «Києво-Могилянська академія», Україна. У 2001—2002 рр. стипендіат Фонду ім. Фріца Тіссена в Центрі міжнародних відносин ім. Везерхеда, стажист Центру російсько-євразійських досліджень ім. Девіса при Гарвардському університеті, США. З січня по грудень 2004 р. доцент магістерської програми з російських і східноєвропейських студій Оксфордського університету (Коледж Св. Антонія), Велика Британія. У 2005—2008 рр. лектор Німецької служби академічних обмінів DAAD та доцент німецьких студій в Інституті міжнародних відносин (ІМВ/КІМВ) та Інституті філології Київського національного університету ім. Тараса Шевченка, Україна. У 2008—2010 рр. науковий співробітник (Akademischer Rat) кафедри центрально- та східноєвропейської новітньої історії Католицького університету м. Айхштетт, ФРН. В Росії викладав в Уральському федеральному університеті та Уральській державній юридичній академії.
Наразі — експерт Інституту євроатлантичного співробітництва (Київ)..

## Наукова діяльність
Автор понад 180 наукових і публіцистичних статей про сьогоднішні правоекстремістські тенденції і політичні перетворення у Східній Європі. З 2010 року лектор Німецької служби академічних обмінів (DAAD), доцент магістерської програми з німецьких та європейських студій кафедри політології Національного університету «Києво-Могилянська академія», Україна.
Регулярно публікується у виданнях «Open Democracy» (Лондон), «Foreign Policy Journal» (Вашингтон), «Українська правда» (Київ), «Дзеркало тижня» (Київ), «Ukraine-Analysen» (Бремен), «Ukraine-Nachrichten» (Дрезден). Член Інституту досліджень Центральної та Східної Європи Католицького університету м. Айхштетт з 2008-го. Засновник Київського політичного дискусійного клубу Німецької служби академічних обмінів (DAAD). Член Міжнародного дискусійного клубу «Валдай» з 2010 р. Член Науково-експертної ради Комітету Верховної Ради України з питань європейської інтеграції з 2013 року.

## Редакційна та видавнича діяльність
Співвидавець піврічних журналів «Forum für osteuropäische Ideen — und Zeitgeschichte» і «Форум новітньої східноєвропейської історії та культури», двотижневого англомовного електронного дайджесту «The Russian Nationalism Bulletin» («Бюлетень російського націоналізму»).
Засновник і адміністратор вебархіву «Російський націоналізм», електронного Amazon-гіда «Teach at a university in the former Soviet bloc» і Facebook-групи «Post-Soviet Higher Education in the Social Sciences and Humanities».
Член редакційних колегій книжкової серії «Explorations of the Far Right» (видавництво «Ібідем», Штутгарт/Ганновер), журналів «Fascism: Journal of Comparative Fascist Studies» (видавництво Брілль, Лейден, і NIOD, Амстердам), «CEU Political Science Journal» (Центрально-Європейський університет, Будапешт) і «Ідеологія та політика» (Фонд якісної політики, Київ).

## Спроба заборони в'їзду до України
9 грудня 2013 тодішній народний депутат від Партії регіонів Олег Царьов направив у Службу безпеки України і Міністерство закордонних справ запит про оголошення ряду іноземних громадян, в тому числі і Андреаса Умланда, персонами нон грата. Оскільки вони, на думку Царьова, можуть мати відношення до протестних виступів в Києві.

## Висловлювання
Після публічної лекції «Степан Бандера: життя українського революційного ультранаціоналіста та пам'ять про нього, 1909—2009 рр.» (в оригіналі, німецькою мовою, лекція називалася: «Степан Бандера: життя українського фашиста та пам'ять про нього, 1909—2009 рр.») Ґжеґожа Россолінського-Лібе у посольстві ФРН в Україні, Андреас Умланд заявив, що: «Це вочевидь питання свободи висловлювань, і особливо свободи академічних досліджень. Факт, що ці лекції торкаються важких питань української історії, не повинен бути приводом для їхнього скасовувати. Лектор Ґжеґож Россолінський-Лібе не є політичним активістом, він молодий, відомий у світі дослідник у своїй галузі».
Сам Умланд вважає, що «Згідно з концептуалізацією, мабуть, найбільш впливового дослідника фашизму Роджера Гріффіна, ОУН-Б, принаймні, періоду кінця 1930-х — початку 1940-х, можна називати фашистською. Але не можна ігнорувати той факт, що народна пам'ять та історична теорія — не одне і те ж. У національних героїв більшості країн світу є темні сторінки в біографії». На його думку, важливо враховувати, що більшість українців вважають ОУН лише національно-визвольною, а не фашистською організацією.

### Заяви щодо полку «Азов»
Андреас Умланд вказував на те, що в складі «Азову» воювали неонацисти з Росії — Роман Желєзнов, Олексій Кожемякін та Олександр Парінов. Останній раніше був пов'язаний із «одним із найгорезвісніших неонацистських угруповань путінської Росії» — Бойовою організацією російських націоналістів (БОРН). На думку Умланда «Азов» є «одним із найпроблематичніших та найнезвичніших із нових збройних частин України», «керівництво полку до його створення найдемонстративніше та безапеляційно заявляло про власний біологічний расизм». Зокрема, Андрій Білецький заявляв, що «лікування нашого Національного організму необхідно починати з Расового очищення Nації», а Олег Однороженко казав, що «людиною розумною (Homo sapiens), в біологічному розумінні, вважаємо лише Білу Європейську Людину». За твердженням Умланда, члени СНА до Майдану неодноразово нападали на людей із «неслов'янською» зовнішністю. При цьому, Андрій Білецький у 2014 році заявляв, що «Ми від себе не відходили. Все, що є за душею в „Азову“, — виходить із його правої ідеології, спадку „Патріота України“».
2022 року Андреас Умланд додав, що початково батальйон справді мав ультраправе походження, але ставши регулярним бойовим підрозділом, він став «деідеологізованим». До Азову новобранці приєднуються не через ідеологію, а тому, що «він має репутацію особливо потужної бойової одиниці». Згідно аналітичному звіту Ukrainian Struggle Centre, опублікованому журналісткою Аліною Старою, Азов не має офіційної ідеології, проте станом на травень 2022 року серед бійців широко були розповсюджені ідеї українського націоналізму не в етнічному сенсі, а в сучасній європейські інтерпретації, подібній до громадянського американського патріотизму.
Український журналіст, блогер та громадський діяч Олена Білозерська, відвідавши «Азов», зазначила :
Голова МВС України Арсен Аваков так прокоментував питання про праворадикальну ідеологію, яку сповідує більшість бійців «Азову»:
У 2018 році, Палата представників США прийняла положення, яке забороняло надавати військову допомогу «Азову» (зокрема, зброю та навчання) через його зв'язок з неонацистами. Восени 2019 року була спроба Конгресу США визнати полк «терористичною організацією», але цього не сталося.
В квітні 2022 року Служба безпеки Японії видалила «Азов» із переліку терористів та принесла вибачення, про що було повідомлено на сайті Розвідувального агентства громадської безпеки PSIA.

## Колективні заяви

#### Заява експертів з українського націоналізму
В лютому 2014 року Андреас Умланд був ініціатором та автором тексту відкритого листа експертів з українського націоналізму, в якій був заклик до західних коментаторів не наголошувати на участі ультраправих у Майдані, оскільки це може бути використано російською пропагандою.

#### Заява ста експертів зі Східної Європи
Андреас Умланд був ініціатором та автором тексту відкритого листа понад сто німецькомовних експертів по Східній Європі від 11 грудня 2014, в якому дана відповідь авторам поширеного 5 грудня цього ж року відкритого листа 60-ти німецьких, головним чином колишніх політиків, які з проросійських позицій закликали «не допустити нової великомасштабної війни в Європі». У створеній Умландом спільній заяві ста експертів та науковців, яку названо «Захищати мир, а не заохочувати експансію» чітко наголошується, що в українському конфлікті Росія однозначно виступає як агресор.

#### Відкритий лист проти підписання так званого «Антикомуністичного закону»
У 2015 році Андреас Умланд був серед науковців із різних країн світу, які закликали президента України Петра Порошенка та голову Верховної Ради Володимира Гройсмана не підписувати законопроєкти «Про правовий статус та вшанування пам'яті борців за незалежність України у XX столітті» (№ 2538-1) та «Про засудження комуністичного та націонал-соціалістичного (нацистського) тоталітарних режимів в Україні та заборону пропаганди їхньої символіки» (№ 2558).

#### Підтримка Олега Сенцова
У червні 2018 підтримав відкритий лист діячів культури, політиків і правозахисників із закликом до світових лідерів виступити на захист ув'язненого у Росії українського режисера Олега Сенцова й інших політв'язнів.